# Frequenamia lacerdae
Frequenamia lacerdae är en insektsart som beskrevs av Victor Antoine Signoret 1880. Frequenamia lacerdae ingår i släktet Frequenamia och familjen dvärgstritar. Inga underarter finns listade i Catalogue of Life.